# Бегуновська
Бегуновська (рос. Бегуновская) — присілок в Вельському районі Архангельської області Російської Федерації.
Населення становить 8 осіб. Входить до складу муніципального утворення Ракуло-Кокшеньгське муніципальне утворення.

## Історія
Від 1937 року належить до Архангельської області.
Від 2004 року належить до муніципального утворення Ракуло-Кокшеньгське муніципальне утворення.

## Населення
| 2002 | 2010 | 2012 | 2014 |
| ---- | ---- | ---- | ---- |
| 17   | ↘11  | ↘10  | ↘8   |